# Georg Achatz von Enenkel
Georg Achatz von Enenkel (auch Ennenkel, Enenkl; * 17. Oktober 1573; † Anfang 1620) war ein österreichischer Historiker und Gelehrter.

## Leben
Georg Achatz Freiherr von Enenkel (latinisiert Georgius Acacius Enenckelius) entstammte der evangelischen Adelsfamilie Enenkel von Albrechtsberg an der Pielach in Niederösterreich. Er studierte in Straßburg alte Sprachen und Philosophie und an der Universität Tübingen Recht. Er übersetzte Thukydides Geschichte des Peloponnesischen Krieges aus dem Griechischen ins Latein. Weiters verfasste er auch einige juristische Arbeiten.
Er war verheiratet mit Anna Freiin von Althann, der Tochter des kaiserlichen Hofkammerpräsidenten Freiherr Christoph von Althann und Elisabeth Freiin von Teufel. Die einzige Tochter Esther Maria verstarb früh.
Als Evangelischer (Protestant) unterzeichnete er 1608 den Horner Bund.
Sein Bruder Job Hartmann von Enenkel war ebenfalls Historiker und Genealoge.

## Werke
- Thucydidis Atheniensis De Bello Peloponnesiaco Online

juristische Arbeiten:
- De privilegiuis parentum et liberorum (1618),
- Libri tres de privilegiis juris civilis (1606),
- De privilegiis militum et militiae (1607)
- Sejanus seu De praepotentibus regum et principum ministris (1620), dass 1648 in Englisch und 1683 in Deutsch erschien Link zur deutschen Ausgabe